# Unión de Fuerzas Democráticas
La Unión de Fuerzas Democráticas (búlgaro: Съюз на демократичните сили; trl: Sayuz na demokratichnite sili) es un partido político de Bulgaria, fundado en diciembre de 1989.
El partido fue creado con la unión de once organizaciones políticas de oposición al gobierno comunista. Al año siguiente, seis se incorporaron más partes, y en febrero de 1997, la Unión se transformó en un partido unificado, las Fuerzas Democráticas Unidas, por el entonces presidente y el Primer ministro Ivan Kostov.

## Historia
Los grupos disidentes que se formó bajo el régimen de Todor Zhivkov en el decenio de 1980 fueron la base para la Unión. Una vez que cayó Zhivkov, suelta una confederación política se prevé que los grupos pueden seguir trabajando para su propia causa, mientras que el consejo de coordinación que incluyen tres miembros de cada organización. Durante mucho tiempo disidentes filósofo Zhelyu Zhelev, que más tarde se convertiría en Presidente de Bulgaria, fue elegido presidente, y Petar Beron, un conocido científico medioambiental, fue elegido como secretario.
La UDF perdió las elecciones de 1990 al Partido Socialista Búlgaro (reformada Comunista) pero participó en el conjunto del gabinete de Dimitar Iliev Popov (diciembre de 1990 - noviembre de 1991). Más tarde, la UDF formado su propio gabinete con el primer ministro Filip Dimitrov en noviembre de 1991, aunque el gabinete solo duró un poco más de un año cuando el gobierno no una moción de confianza en septiembre de 1992. Los socialistas, junto con el Movimiento por Derechos y Libertades, formó un gobierno de coalición encabezado por el Prof. Lyuben Berov BSP y luego pasó a ganar las elecciones de 1995. 
Sin embargo, tras el descontento sobre los problemas económicos, el primer ministro Zhan Videnov renunció a fines de 1996, despejando el camino para nuevas elecciones, esta vez ganó por la UDF con un aplastante 55% de la votación. Ivan Kostov, dirigente del partido pasó a formar el nuevo gobierno y superado con éxito varias reformas económicas, que fue recompensado en diciembre de 1999 con una invitación para iniciar conversaciones de adhesión con la Unión Europea. Pero el descontento público sobre el costo social de las reformas, incluyendo el aumento del desempleo, así como las denuncias de corrupción llevaron a la derrota de la UDF en las elecciones de junio de 2001, que fueron ganadas por el Movimiento Nacional de Simeón II. Las Fuerzas Democráticas Unidas ganó el 18,2% del voto popular y 51 de los 240 escaños en las elecciones de 2001. 
La UDF fue presidida hasta el 20 de mayo de 2007 las elecciones europeas por Petar Stoyanov, expresidente del país. Mientras tanto, Kostov, el ex primer ministro y líder del partido UDF pasó a formar su propio partido - Demócratas por una Bulgaria Fuerte. En las últimas elecciones legislativas, el 25 de junio de 2005, las Fuerzas Democráticas Unidas ganó el 8,4% del voto popular y 20 de los 240 escaños. 
Se anunció en la conferencia inaugural del Movimiento para la Reforma Europea (MER, de marzo de 2007) que se convertiría en la UDF oficiales junto con el Partido Conservador británico y el Partido Democrático Cívico checo (ODS). [1] A mediados de abril de 2007, la UDF marcha atrás en su decisión, declarando que sigue siendo fiel a la PPE y que nunca salir de la sección del PPE del Grupo PPE-a unirse a otro grupo. El 20 de mayo de 2007 las elecciones europeas UDF no elegir un solo diputado, lo que resulta en la renuncia de Stoyanov que encabezó la lista. La dimisión de Stoyanov - que firmó-hasta MER - casi seguro que resultará en el retiro de la UDF de MER.
l

## Resultados electorales

### Asamblea Nacional de Bulgaria
| Elecciones | Asamblea nacional | Asamblea nacional | Asamblea nacional | Asamblea nacional | Posición              |
| Elecciones | # de votos        | % de votos        | # de de escaños   | +/–               | Posición              |
| ---------- | ----------------- | ----------------- | ----------------- | ----------------- | --------------------- |
| 1990       | 2.216.127         | 36,21% (#2)       | 144/400           |                   | Oposición             |
| 1991       | 1.903.567         | 34,36% (#1)       | 110/240           | 34                | Coalición             |
| 1994       | 1.260.374         | 24,23% (#2)       | 69/240            | 41                | Oposición             |
| 1997a      | 2.223.714         | 52,26% (#1)       | 137/240           | 50b               | Mayoría absoluta      |
| 2001a      | 830.338           | 18,18% (#2)       | 51/240            | 86                | Oposición             |
| 2005a      | 280.323           | 7,68% (#5)        | 20/240            | 31                | Oposición             |
| 2009c      | 285.671           | 6,76% (#5)        | 15/240            | 2d                | Oposición             |
| 2013       | 48.681            | 1,37% (#12)       | 0/240             | 20                | Extraparlamentario    |
| 2014e      | 291.806           | 8,89% (#4)        | 4/240             | 4                 | Coalición             |
| 2017e      | 107.407           | 3,06% (#6)        | 0/240             | 4                 | Extraparlamentario    |
| Abr. 2021f | 837.707           | 25,80% (#1)       | 2/240             | 2                 | Gobierno en funciones |
| Jul. 2021f | 642.165           | 23,21% (#2)       | 3/240             | 1                 | Gobierno en funciones |
| Nov. 2021f | 596.456           | 22,44% (#2)       | 2/240             | 1                 | Oposición             |
| 2022f      | 634.689           | 25,33% (#1)       | 3/240             | 1                 | Oposición             |
| 2023f      | 669.924           | 26,49% (#1)       | 2/240             | 1                 | Coalición             |

a En la coalición Fuerzas Democráticas Unidas.
b Respecto a la suma de los escaños obtenidos por SDS y BZNS en 1994.
c En la Coalición Azul.
d Respecto a la suma de los escaños obtenidos por Fuerzas Democráticas Unidas y Demócratas por una Bulgaria Fuerte en 2005.
e Dentro del Bloque Reformista (RB).
f En coalición con GERB.